# Flying Teapot
Flying Teapot - Radio Gnome Invisible Part I is het vierde album van de Brits / Franse spacerockband Gong. Het is het eerste deel van de Radio Gnome Invisible trilogie. De titel is een verwijzing naar Russells theepot.

## Nummers
1. Radio Gnome Invisible - 5:32 (Daevid Allen)
2. Flying Teapot - 11:54 (Daevid Allen /FM)
3. The Pot-Head Pixies - 3:06 (Daevid Allen)
4. The Octave Doctors And The Crystal Machine - 1:53 (Tim Blake)
5. Zero The Hero And The Witch's Spell - 9:35 (Daevid Allen / Christian Tritsch)
6. Witch's Song / I Am Your Pussy - 5:09 (Gilli Smyth / Daevid Allen)

## Bezetting
- Daevid Allen : zang, gitaar
- Gilli Smyth : zang, space whisper
- Didier Malherbe : saxofoon, dwarsfluit
- Steve Hillage : gitaar
- Francis Moze : basgitaar, synthesizer
- Laurie Allan : slagwerk
- Tim Blake : synthesizer, zang
- Christian Tritsch : basgitaar, gitaar
- Rachid Houari : percussie